# بورتيلورن
بورتيلورن (بالإنجليزية: Bortelhorn)‏ هو أحد جبال سلسلة جبال الألب ليبونتيني ويقع في كانتون فاليز في سويسرا. يحتل المرتبة رقم 139 في قائمة جبال سويسرا من حيث الارتفاع، إذ يبلغ ارتفاعه حوالي 3194 متر، بينما يبلغ ارتفاع نتوء الجبل 430 متر، هذا وقد سجل أول وصول لقمة الجبل عام 1869.